# Microrégion de Rio de Janeiro
La microrégion de Rio de Janeiro est une des microrégions de l'État de Rio de Janeiro appartenant à la mésorégion Métropolitaine de Rio de Janeiro. Elle couvre une aire de 4 557 km2 pour une population de 11 329 547 habitants (IBGE 2005) et est divisée en seize municipalités.

## Microrégions limitrophes
- Itaguaí
- Lacs
- Macacu-Caceribu
- Serrana
- Vassouras

## Municipalités[1]
- Belford Roxo
- Duque de Caxias
- Guapimirim
- Itaboraí
- Japeri
- Magé
- Maricá
- Mesquita
- Nilópolis
- Niterói
- Nova Iguaçu
- Queimados
- Rio de Janeiro
- São Gonçalo
- São João de Meriti
- Tanguá